# The Ride (Obitelj Soprano)
"The Ride" je 74. epizoda HBO-ove televizijske serije Obitelj Soprano i deveta u šestoj sezoni serije. Napisao ju je Terence Winter, režirao Alan Taylor, a originalno je emitirana 7. svibnja 2006. 

## Radnja
Pripremajući se za Feštu Elezara od Sabrana, Paulie i Patsy posjećuju svoju mjesnu crkvu i saznaju kako novi svećenik, otac José, želi skupiti novac za župu. Nakon što Paulie odbije platiti, otac José mu kaže kako neće biti u mogućnosti koristiti svečevo zlatno pokrivalo, tradicionalni dio kipa.
Christopher od svoje djevojke Kelli saznaje da je trudna. Ona krivi sebe i uvjerava ga da će se "pobrinuti za to" odlaskom u kliniku. Christopher predloži da se umjesto toga vjenčaju u Atlantic Cityju i "iskoriste dan". Christopher spominje kako je želio dijete s Adrianom i kaže Kelli kako njegova bivša sada vjerojatno ima dijete s drugim. Kasnije ulazi u Bada Bing noseći vjenčani prsten, sretan da je oženjen i da će postati otac. On i Kelli predaju ponudu za veliku kuću u očekivanju prinove.  
Na putu iz Pennsylvanije, Christopher i Tony zaustave se na napuštenom parkiralištu. Međutim, zaustavivši se iza zgrade, ugledaju dvojicu bikera kako kradu sanduke vina Château Pichon iz trgovine pićem. Dok se lopovi vraćaju u trgovinu, Christopher i Tony im ukradu vino, prebacivši sanduke u Tonyjev terenac. Nakon što su se bikeri vratili (noseći automatske pištolje), počinje vatreni okršaj. Tony daje gas, a Cristopher pogodi jednog od lopova. Proslavljaju svoju eskapadu u restoranu, i iako Christopher isprva apstinira, Tony predloži, "Trebao bi bar nazdraviti svojem vjenčanju", i natoči mu čašu vina. Kasnije nastavljaju piti na parkiralištu, dok se Christopher prisjeća vremena kad je uplakan rekao Tonyju da je Adriana doušnica FBI-a, nakon čega je ubijena.
Carmela na fešti susretne Liz La Cervu (Adrianinu majku), koja tvrdi da je Christopher ubio njezinu kćer, rekavši Carmeli da joj je to rekao FBI. Nakon što Carmela sljedećeg dana to upita Tonyja, on inzistira na tome da se Christopher ne bi mogao izvući od ubojstva svoje zaručnice. Na festivalu, Tony ugleda Juliannu Skiff i mahne joj, ali ona ne vidi njega. 
Na fešti, Tony i Phil Leotardo dogovaraju podjelu zarade od njujorške distribucije prikolice s Centrum multivitaminima koje je zaplijenila Tonyjeva ekipa. Philov uvjet je da se Johnny Sack izostavi iz svega toga, kako bi ga se "poštedjelo stresa". 
Christopher se sastaje s Corkyjem Caporaleom kako bi mu platio ubojstvo Rustyja Millia. Dio njegove isplate uključuje heroin. Dok Christopher gleda kako se Corky fiksa, prvo mu preporuči odvikavanje, ali mu zatim kaže da "smiješa" malo i njemu. Christopher provodi noć omamljen, zbližavajući se sa psom lutalicom na fešti.  
Tijekom fešte, nekoliko župljana primjećuje kako kipu nedostaje zlatno pokrivalo i proširi vijest da je Paulie škrtario pri planiranju festivala. Njegova škrtost postaje razlog za nesreću na vožnji koja je završila s jednim djetetom krvava nosa i zubom manje i nekoliko drugih ozlijeđenih. Little Paulie Germani biva ostavljen baviti se policijskom istragom. Janice i njezino dijete također su bili na vrtuljku, ali iako su ostali neozlijeđeni, čini se kako Janice razvija ozljedu vrata nakon što Meadow kaže kako se ozljeda može javiti i kasnije.  
U uredu dr. Melfi, Tony lamentira kako su se ljudi okupili zbog uzbudljivog vrtuljka. "Plaćaju da zamalo ne povrate." Ona ga upita je li mu dosadno. Tony tvrdi kako svaki dan doživljava darom. 
Izbija svađa između Bobbyja i Paulieja nakon što Bobby od Dalea Hutchinsa, upravljača vrtuljkom, saznaje da je Paulie odgovoran za uskraćivanje novca potrebnog za održavanje vrtuljka. Paulie ima drugih problema, uključujući biopsiju koja bi trebala utvrditi ima li rak prostate. Na fešti, on naleti na Nucci, tetku koja ga je odgojila kao sina. Ona ističe da je škrtarenje bilo ne samo pogrešno, nego i grijeh pustiti svetog Elezara da se pojavi bez svojeg zlatnog pokrivala. 
Na Christopherovoj zakašnjeloj momačkoj večeri, održanoj u Vesuviu, primjetna je napetost između Paulieja i Bobbyja, koji odlazi rano. U zahodu, Tony naleti na Paulieja i zahtijeva od njega da izgladi stvar s Bobbyjem, što ovog navede da prizna svoje zdravstvene tegobe. 
Na fešti, mala Domenica Baccalieri plače, željna ponovne vožnje vrtuljkom. Dok nervozna Janice očajno gleda u daljinu, a Bobby zbunjeno stoji ne znajući što bi učinio, Tony podigne djevojčicu i počne je vrtiti na svojim rukama na njezino oduševljenje. 
Kod kuće, Paulie ne uspijeva zaspati i usred noći nazove urologovu recepciju. Obavještavaju ga kako je liječnik na putu. Sljedećeg jutra, vidjevši viziju Djevice Marije u Bada Bingu, potreseni Paulie posjećuje Nucci u Green Groveu. Ona ga upozorava da se ne želi svađati; Paulie uđe u njezinu sobu i sjedne s njom gledati The Lawrence Welk Show.

## Glavni glumci
- James Gandolfini kao Tony Soprano
- Lorraine Bracco kao dr. Jennifer Melfi
- Edie Falco kao Carmela Soprano
- Michael Imperioli kao Christopher Moltisanti
- Dominic Chianese kao Corrado Soprano, Jr. *
- Steven Van Zandt kao Silvio Dante
- Tony Sirico kao Paulie Gualtieri
- Robert Iler kao A.J. Soprano
- Jamie-Lynn Sigler kao Meadow Soprano
- Aida Turturro kao Janice Soprano
- Steve Schirripa kao Bobby Baccalieri
- Frank Vincent kao Phil Leotardo
- John Ventimiglia kao Artie Bucco
- Ray Abruzzo kao Little Carmine
- Dan Grimaldi kao Patsy Parisi

* samo potpis

### Gostujući glumci
| - Dennis Albanese kao svećenik - Edoardo Ballerini kao Corky Caporale - John Bianco kao Gerry Torciano - Cara Buono kao Kelli Lombardo - Francisco Burgos kao latino dječak #2 - Gabriel Cano kao latino dječak #1 - Carl Capotorto kao Little Paulie Germani - Frank Carlo kao tinejdžer - Max Casella kao Benny Fazio - John "Cha Cha" Ciarcia kao Albie Cianflone - Karen Collazzo kao sudionica Fešte svetog Elezara - Miryam Coppersmith kao Sophia Baccalieri - Sal Darigo kao starac - Tony Darrow kao Larry Boy Barese - Michael De Luca kao policajac - William DeMeo kao Jason Molinaro - Jonathan Del Arco kao otac Jose - Lou Di Gennaro kao sudac - Frances Ensemplare kao Nucci Gualtieri - Francis W. Erigo kao starija žena u crkvi - Pietro González kao latino tip - Louis Gross kao Perry Annunziata | - Maria Hernandez kao latino žena - Will Janowitz kao Finn DeTrolio - Sylvia Kauders kao gđa. Conte - Brianna Laughlin kao Domenica Baccalieri - Kimberly Laughlin kao Domenica Baccalieri - Julianna Margulies kao Julianna Skiff - Diane Martella kao starija žena na paradi - Angelo Massagli kao Bobby Baccalieri, Jr. - Patty McCormack kao Liz La Cerva - Arthur Nascarella kao Carlo Gervasi - Vic Noto kao Viper - Artie Pasquale kao Burt Gervasi - Sonny Passero kao čovjek u gomili - Dennis Predovic kao Eddie Lind - Tanya P. kao Djevica Marija - Liz Ross kao medicinska sestra (glas) - Gene Ruffini kao Charles Russamano - Jeremy Schwartz kao biker #1 - T.R. Shields III kao Dale Hutchins - Barry Sigismondi kao dr. Cipolla (glas) - Biagio Tripodi kao John Campisi - Susan Varon kao Joan Gillespie - Lenny Venito kao James "Murmur" Zancone |

## Naslovna referenca
- Naslov epizode odnosi se na neispravni vrtuljak u lunaparku na fešti na kojem su se tijekom nesreće vozili Janice, Bobby, Jr. i Domenica.
- Može se odnositi i na Christopherov i Tonyjev izlet u Pennsylvaniju, Christopherovo drogiranje, ili na "vožnju" ("ride") na koju je Silvio odveo Adrianu koja se spominje u ovoj epizodi.

## Produkcija
- Epizoda uključuje scenu prisjećanja u kojoj Christopher priznaje Tonyju kako Adriana surađuje s FBI-em. Ta je scena originalno snimljena za epizodu "Long Term Parking", ali je izrezana kako bi se postigla napetost oko Adrianine likvidacije.
- Tema vjetra koji pokreće likove nastavljena je i u ovoj epizodi - posljednja scena prikazuje kako jesenji vjetar rastjeruje lišće dok se Paulie pomiruje s Nucci.

## Reference na druge medije
- Christopher na početku epizode gleda film Slagalica strave II, vjerojatno zbog svoje zamisli o svojem mafijaškom horor filmu, kombinaciji Slagalice strave i Kuma.
- Fešta svetog Elezara podsjeća na sličnu scenu fešte svetog Gennara u Kumu II gdje se novac prišiva za kip dok Vito Corleone odlazi ubiti lokalnog mafijaša.
- U prvoj sceni fešte svetog Elezara svira glazba iz opere Cavelleria Rusticana, koja se pojavljuje i u Kumu III.
- U sceni na kraju epizode, kćer Janice Soprano i Bobbyja Baccalierija plače jer se želi voziti na vrtuljku koji je zatvoren zbog kvara. Kako bi razveselio djevojčicu, Tony joj priđe pretvarajući se da je čudovište te je podigne i počne je vrtiti oko sebe. Ova scena podsjeća na onu iz Kuma kad se ostarjeli Vito Corleone igra sa svojim unukom, Anthonyjem Corleoneom, u svojem vrtu i pretvara se da je neka vrsta čudovišta.
- Nakon Tonyjeve i Christopherove otmice vina (i nakon što je Tony istovario vino u svoj podrum), Christopher komentira kako jedan od bikera s dugom kosom i bradom izgleda kao "Grizzly Adams", naslovni lik iz NBC-eve televizijske serije The Life and Times of Grizzly Adams.
- Christopher naziva Tonyja "Lošim poručnikom". Istoimeni film Abela Ferrare iz 1992. govori o religijskim kontekstima i katoličkoj ikonografiji sličnim onima iz ove epizode. U filmu, neimenovani poručnik vidi vizije Krista kao što Paulie vidi vizije Djevice Marije.

## Glazba
- Koncertna verzija pjesme "Pipeline" Johnnyja Thundersa svira tijekom odjavne špice.
- Tijekom Christopherovih halucinacija svira "The Dolphins" folk pjevača Freda Neila.
- Polka na harmonici u izvedbi Lawrencea Welka koja svira tijekom Pauliejeva posjeta Nucci tradicionalna je norveška dječja pjesma "Hompetitten".
- Dok se Christopher i Tony voze i kradu vino svira "All Right Now" sastava Free.
- Tijekom sastanka između Tonyja i Phila Leotarda na fešti svira "A Chi" talijanskog pjevača Fausta Lealija. Pjesma ponovno svira na kraju epizode kad se Tony i Carmela pridružuju Baccalierijevima na fešti.
- Kad Tony podiže i vrti dijete svira "Red River Rock" sastava Johnny and the Hurricanes.

## Vanjske poveznice
- The Ride u internetskoj bazi filmova IMDb-a